# Parela

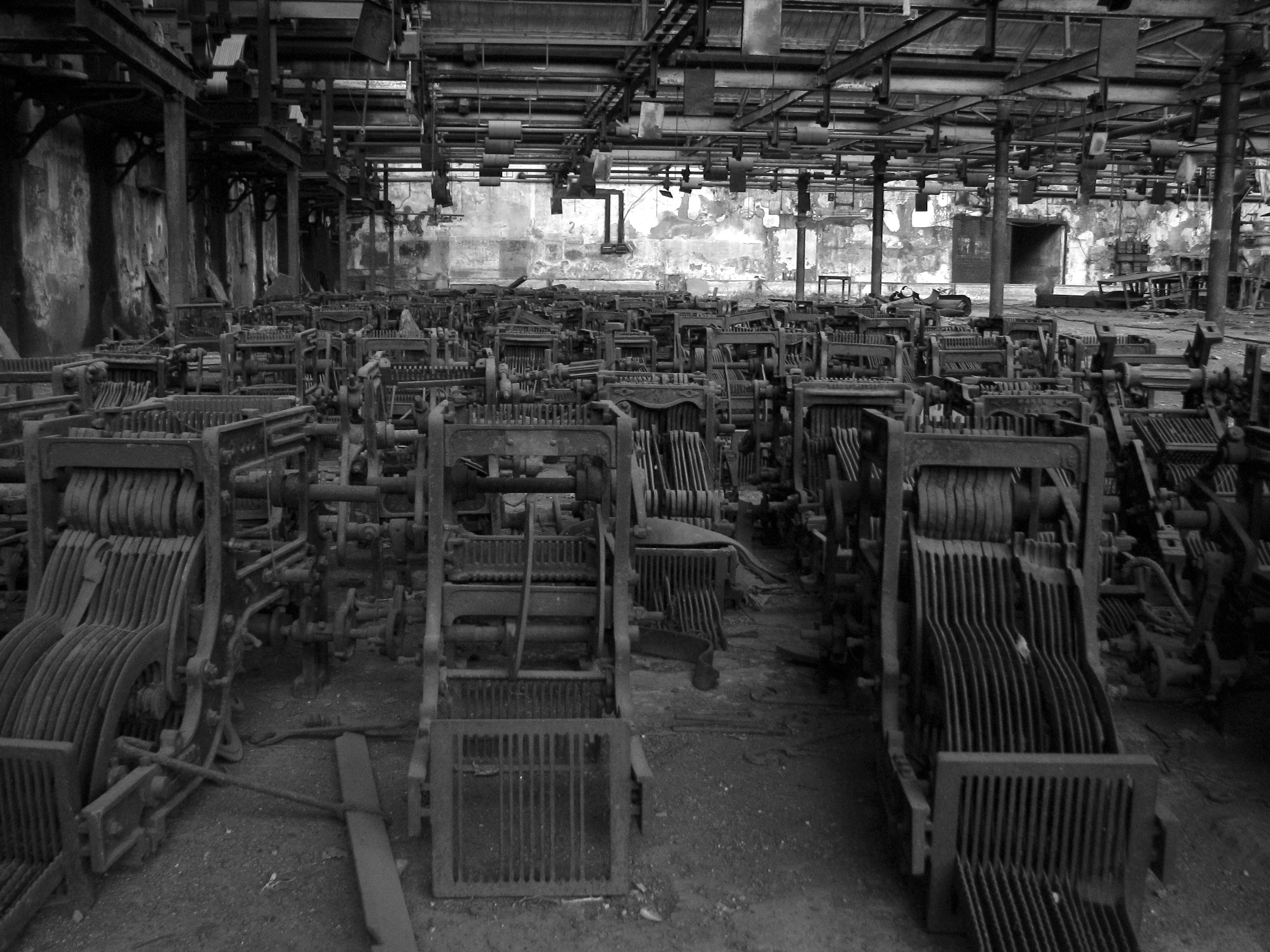
Uma fábrica têxtil de algodão abandonada em Parela

Parela (em inglês: Parel; em marata: परळ) é um bairro da cidade de Bombaim, Índia, que dá nome a duas estações ferroviárias (Parel e Lower Parel). A parte ocidental (Parel West) é também conhecida como Elphinstone, devido à proximidade da estação ferroviária de Elphinstone Road.
Até ao início do século XXI era o local onde estavam instaladas muitas das fábricas de algodão de Bombaim e onde residiam grande parte dos respetivos operários. A partir da década de 1980 essas fábricas começaram a fechar. Lower Parel (Parela "de Baixo") transformou-se desde então numa zona luxuosa, devido a fazer parte do plano de redesenvolvimento das fábricas de têxteis de algodão. Na área proliferam atualmente torres de apartamentos e de hotéis de luxo, restaurantes caros e bares, espaços de escritório hotéis e lojas chiques.

## História
Parela era originalmente uma das sete ilhas que deram origem ao território ocupado atualmente pela cidade. No século XIII ou XIII pertenceu ao reino do rajá Bhimdev, cuja capital era em Maim. Quando os portugueses se apossaram da área de Bombaim deram Parela aos jesuítas, que mantiveram a posse da área até serem expulsos pelos britânicos depois dos padres jesuítas terem apoiado os siddis durante os conflitos destes com os britânicos em 1689.[carece de fontes?]
Na década de 1770, o governador de Bombaim William Hornby mudou a sua residência oficial para Parela. A área tornou-se então uma das zonas mais chiques da cidade. Em 1867, as fábricas de curtumes e negócios de peixe seco foram transferidos para Parela e na década de 1870 tinham-se já instalado nas terras conquistadas ao mar em Parela ocidental várias fábricas de algodão. A área começou assim a ficar muito poluída. Em 1883, a esposa do governador morreu de cólera na "Government House" (Casa do Governo). Dois anos depois a Mansão do Governador foi transferida para o cabo Malabar (Malabar Point). Durante a epidemia de peste da década de 1890, a antiga Casa do Governo foi arrendada ao recém-fundado Instituto Haffkine. Depois da epidemia, continuaram a proliferar fábricas na área. Em 1915 foi construída a ponte de Parela, ligando as estações ferroviárias ocidental e central.
Nos últimos anos instalaram-se nos complexos fabris abandonados algumas grandes empresas e a área deixou de ser um local onde viviam e trabalhavam milhares de famílias de operários têxteis para passar a ser um local onde os poucos descendentes dessas famílias de classe baixa vivem ao lado dos de alguns dos mais ricos habitantes de Bombaim. A vida cultural do bairro devida aos operários morreu ou declinou drasticamente devido à diminuição da população. Parte das antigas fábricas foi convertida em condomínios fechados caríssimos.